# Loughrigg Tarn
Le Loughrigg Tarn est un lac naturel situé dans le comté de Cumbria, il est situé au nord du lac Windermere au pied du Loughrigg Fell (en).

## Traduction
- (en) Cet article est partiellement ou en totalité issu de l’article de Wikipédia en anglais intitulé « Loughrigg Tarn » (voir la liste des auteurs).